# Кубок Фінляндії з футболу 2022
Кубок Фінляндії з футболу 2022 — 68-й розіграш кубкового футбольного турніру в Фінляндії. Титул вдруге поспіль одержав КуПС.

## Календар
| Раунд            | Дата                        | Матчі | Клуби     |
| ---------------- | --------------------------- | ----- | --------- |
| Попередній раунд | 11-27 лютого 2022           | 26    | 314 → 288 |
| Перший раунд     | 11 лютого — 13 березня 2022 | 116   | 288 → 172 |
| Другий раунд     | 19 березня — 3 квітня 2022  | 58    | 172 → 114 |
| Третій раунд     | 6-22 квітня 2022            | 54    | 114 → 60  |
| Четвертий раунд  | 27 квітня — 15 травня 2022  | 28    | 60 → 32   |
| 1/16 фіналу      | 24-26 травня 2022           | 16    | 32 → 16   |
| 1/8 фіналу       | 13-15 червня 2022           | 8     | 16 → 8    |
| 1/4 фіналу       | 28-29 червня 2022           | 4     | 8 → 4     |
| 1/2 фіналу       | 31 серпня 2022              | 2     | 4 → 2     |
| Фінал            | 17 вересня 2022             | 1     | 2 → 1     |

## 1/8 фіналу
| Команда 1                | Рахунок         | Команда 2     |
| ------------------------ | --------------- | ------------- |
| 13 червня 2022           |                 |               |
| Сейняйоен Ялкапаллокерго | 1:1 дч пен. 3:5 | Інтер (Турку) |
| ВПС                      | 0:0 дч пен. 1:2 | ГІК           |
| Міккелін Паллоільят (2)  | 0:1             | КуПС          |
| Марієгамн                | 1:1 дч пен. 2:4 | ГІФК          |
| 14 червня 2022           |                 |               |
| ГЯС Акатемія (3)         | 0:1             | Гака          |
| ЯПС (2)                  | 2:1             | АС Оулу       |
| Лахті                    | 4:2             | Атлантіс (3)  |
| 15 червня 2022           |                 |               |
| ПК-35 (2)                | 1:0             | СалПа (3)     |

## 1/4 фіналу
| Команда 1      | Рахунок         | Команда 2 |
| -------------- | --------------- | --------- |
| 28 червня 2022 |                 |           |
| Лахті          | 2:1             | ЯПС (2)   |
| 29 червня 2022 |                 |           |
| Гака           | 2:2 дч пен. 2:4 | КуПС      |
| Інтер (Турку)  | 0:0 дч пен. 5:4 | ГІК       |
| ПК-35 (2)      | 2:2 дч пен. 4:5 | ГІФК      |

## 1/2 фіналу
| Команда 1      | Рахунок | Команда 2     |
| -------------- | ------- | ------------- |
| 31 серпня 2022 |         |               |
| Лахті          | 0:1     | КуПС          |
| ГІФК           | 2:3     | Інтер (Турку) |

## Фінал
| 17 вересня 2022 16:00 (EEST) |

| КуПС      | 1:0      | Інтер (Турку) |
| --------- | -------- | ------------- |
| Біспо 88' | Протокол |               |

| Олімпійський стадіон, Гельсінкі Глядачів: 3 372 Арбітр: Мохаммед Аль-Емара |